# Fermion
Fermioner er en gruppe af forskellige kvantemekaniske stofpartikler, der danner fuldstændig asymetriske sammensatte kvantetilstande. Derfor følger de Paulis udelukkelsesprincip og opfylder Fermi-Dirac statistikken. Spin-statistik-teoremet angiver, at fermioner har et halvtalligt spin (1/2, 3/2, 5/2 osv.)
Alle elementarpartikler er enten fermioner eller bosoner. Partikler som er sat sammen af fermioner kan enten være bosoner (som mesoner) eller fermioner (som baryoner) afhængig af deres samlede spin.
Fermioner er opkaldt efter fysikeren Enrico Fermi. 
| Fysik | Spire Denne artikel om fysik er en spire som bør udbygges. Du er velkommen til at hjælpe Wikipedia ved at udvide den. |